# Marion Grice
Marion Grice (Houston, 19 luglio 1992) è un giocatore di football americano statunitense che gioca nel ruolo di running back per gli Arizona Cardinals della National Football League (NFL). Fu scelto nel corso del sesto giro (201º assoluto) del Draft NFL 2014 dai San Diego Chargers. Al college giocò a football all'Università statale dell'Arizona.

## Carriera professionistica

### San Diego Chargers
Grice fu scelto nel corso del sesto giro del Draft 2014 dai San Diego Chargers. Fu svincolato il 1º settembre 2014 ma il giorno dopo firmò per fare parte della squadra di allenamento.

### Arizona Cardinals
Il 22 settembre 2014, Grice firmò con gli Arizona Cardinals. Debuttò come professionista subentrando nella vittoria della settimana 8 contro i Philadelphia Eagles. Sette giorni dopo segnò il suo primo touchdown nella vittoria in trasferta sui Dallas Cowboys. Il 3 gennaio 2015, nel primo turno di playoff, segnò l'unico touchdown su corsa della sua squadra, che fu eliminata dai Carolina Panthers.

## Statistiche
| Partite totali      | 10 |
| Partite da titolare | 0  |
| Yard corse          | 41 |
| Touchdown           | 1  |

Statistiche aggiornate alla stagione 2014